# Hyalascus similis
Hyalascus similis är en svampdjursart som beskrevs av Isao Ijima 1904. Hyalascus similis ingår i släktet Hyalascus och familjen Rossellidae.
Artens utbredningsområde är havet kring Japan. Inga underarter finns listade i Catalogue of Life.